# Torre Snia Viscosa
La Torre Snia Viscosa, o Torre San Babila, es un rascacielos situado en Milán (Italia). Se encuentra en la Piazza San Babila, en el corazón del centro histórico de la ciudad.

## Historia
Fue construido en 1937 para la empresa SNIA según un proyecto del arquitecto Alessandro Rimini, siguiendo el extenso trabajo de urbanización que tuvo la plaza durante el período fascista con el nuevo plan maestro de Cesare Albertini.

## Descripción
Con 59,25 metros de altura para 15 pisos, fue el primer rascacielos, y durante 14 años, el más alto de Milán.
El edificio, construido sobre un lote trapezoidal, se reduce a partir del quinto piso para acomodar dos grandes terrazas con vistas a la Vía Montenapoleone y Vía Bagutta, para reducirse aún más en los dos últimos pisos.
Externamente, está revestido en gran parte con losas de traquita amarilla de Montegrotto, mientras que los marcos de las ventanas y el pórtico de entrada son de serpentina verde, para dar un juego cromático estudiado a toda la estructura (nótese el uso de la serpentina también para el último piso transitable y la cuerda cursos).
La arquitectura, sobria, notablemente cuidada y de indudable molde fascista, procedía de los cronistas de la época definida como rubanuvole (lit. 'roba nubes'), apodo que aún conserva más de 70 años después.

## Galería

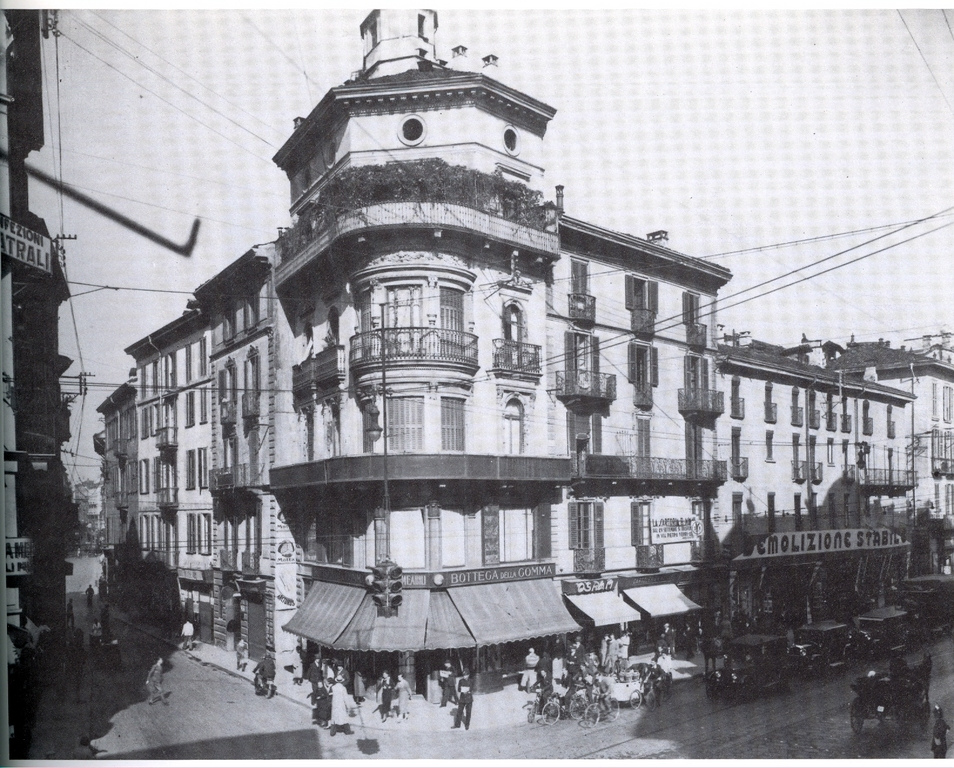
El antiguo edificio en la esquina con vía Monte Napoleone
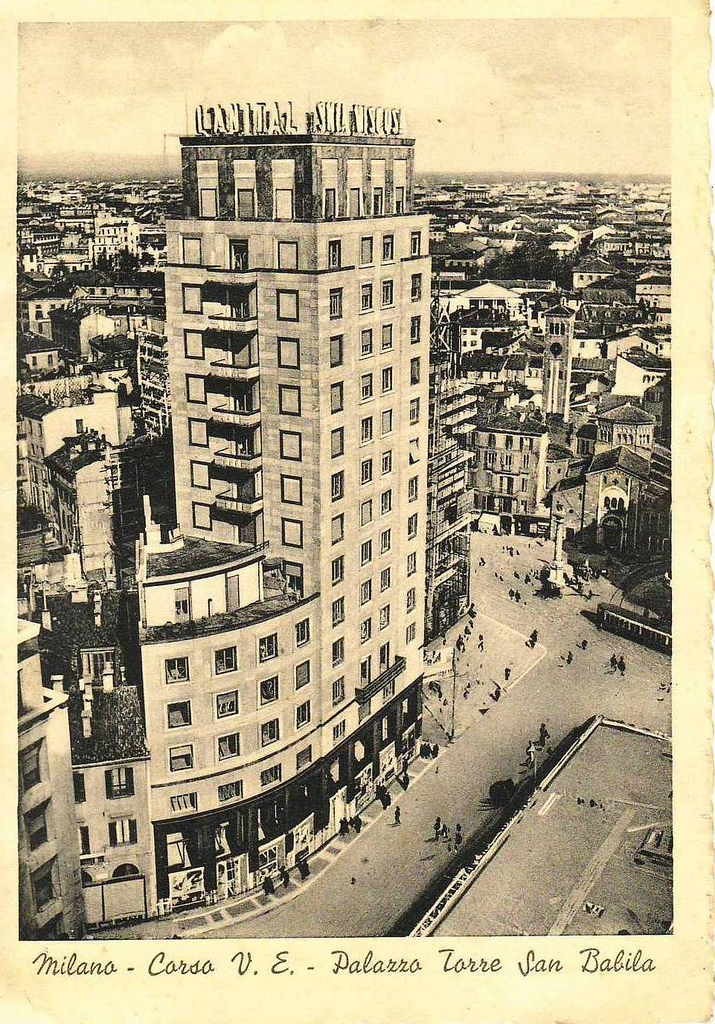
La torre en una foto de época
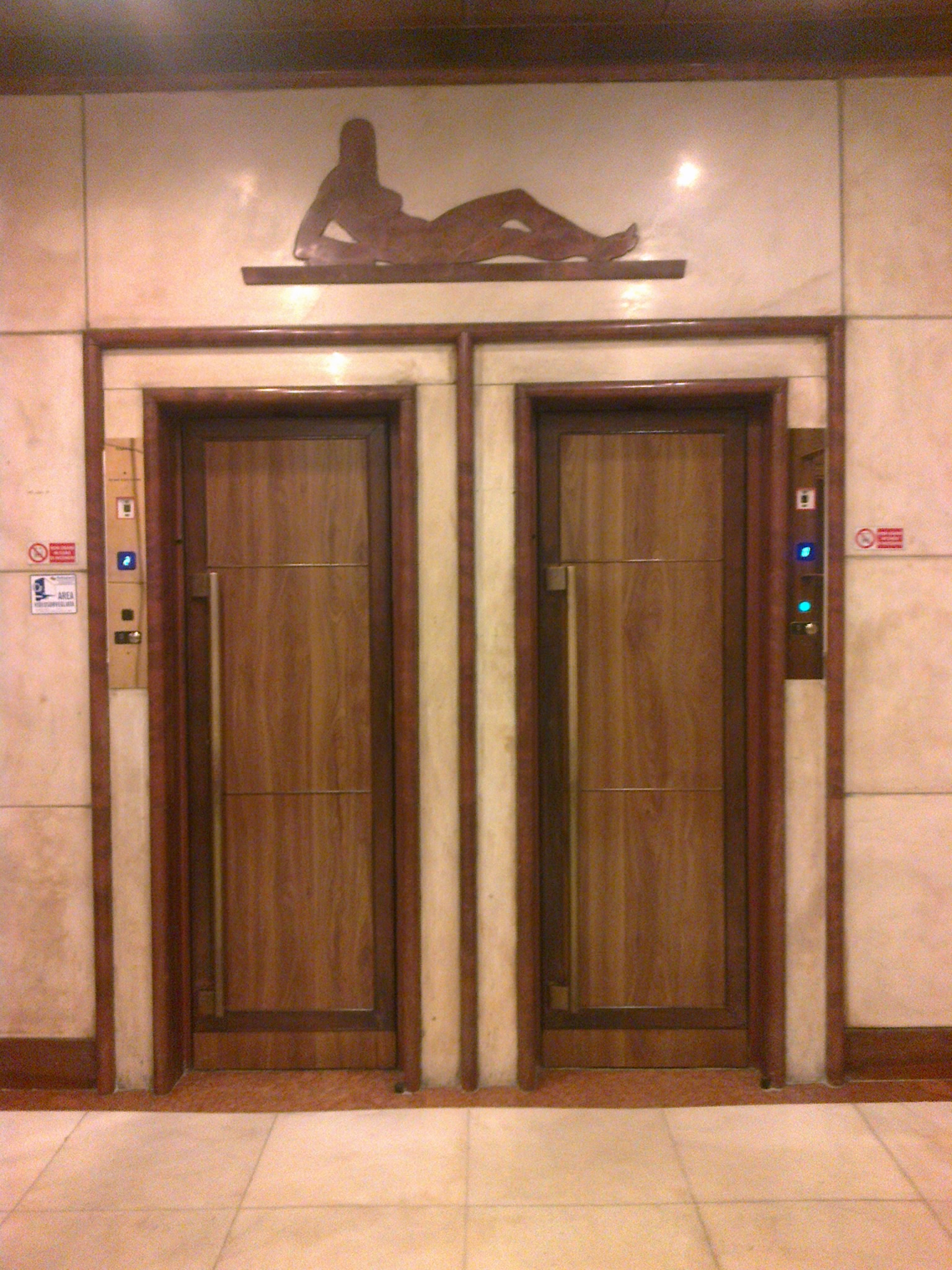
Decoración de los ascensores